# Fabian Guedes
Fabian Guedes, más conocido como Bolívar, (Santa Cruz do Sul, Brasil, 16 de agosto de 1980) es un exfutbolista y actual entrenador brasileño. Jugaba de defensa y su último club fue el Portuguesa de Brasil. Actualmente dirige al Vila Nova de la Serie C de Brasil.

## Carrera de jugador
| Club              | País    | Año       |
| ----------------- | ------- | --------- |
| Guarani           | Brasil  | 2000      |
| Brasil de Pelotas | Brasil  | 2001      |
| Joinville         | Brasil  | 2001-2002 |
| Guarani           | Brasil  | 2002      |
| Internacional     | Brasil  | 2003-2006 |
| AS Mónaco         | Francia | 2006-2008 |
| Internacional     | Brasil  | 2008-2012 |
| Botafogo          | Brasil  | 2013-2014 |
| Novo Hamburgo     | Brasil  | 2015      |
| Portuguesa        | Brasil  | 2015      |

## Carrera de entrenador
| Club               | País   | Año    |
| ------------------ | ------ | ------ |
| União Rondonópolis | Brasil | 2018   |
| Novo Hamburgo      | Brasil | 2019   |
| Cianorte           | Brasil | 2019   |
| Brasil de Pelotas  | Brasil | 2019   |
| Vila Nova          | Brasil | 2020 - |

## Palmarés

### Como jugador

#### Torneos regionales
| Título                 | Club          | Estado             | Año  |
| ---------------------- | ------------- | ------------------ | ---- |
| Campeonato Catarinense | Joinville     | Santa Catarina     | 2001 |
| Campeonato Gaúcho      | Internacional | Río Grande del Sur | 2003 |
| Campeonato Gaúcho      | Internacional | Río Grande del Sur | 2004 |
| Campeonato Gaúcho      | Internacional | Río Grande del Sur | 2005 |
| Campeonato Gaúcho      | Internacional | Río Grande del Sur | 2009 |

#### Torneos internacionales
| Título            | Club                | País         | Año  |
| ----------------- | ------------------- | ------------ | ---- |
| Copa Libertadores | S. C. Internacional | Porto Alegre | 2006 |
| Copa Sudamericana | S. C. Internacional | Porto Alegre | 2008 |
| Copa Suruga Bank  | S. C. Internacional | Ōita         | 2009 |
| Copa Libertadores | S. C. Internacional | Porto Alegre | 2010 |

- Datos: Q1248192
- Multimedia: Fabian Guedes / Q1248192